# WIHY
Koordinaten: 38° 26′ 41″ N, 82° 0′ 54″ W
WIHY oder WIHY-AM ist ein US-amerikanischer Hörfunksender aus Hurricane im US-Bundesstaat West Virginia. WIHY sendet im Countrymusik-Format auf der Mittelwellen-Frequenz 1110 kHz. Eigentümer und Betreiber ist Big River Radio, Inc. .